# Százszorszép (bábfilm)
A Százszorszép 1983-ban bemutatott magyar bábfilm, amelyet a Magyar Televízió készített. A rendezője Kende Márta, a forgatókönyvírója Benedek András, a zeneszerzője Sebő Ferenc. 
Magyarországon 1983. augusztus 13-án vetítették le a televízióban.

## Cselekmény
Százszorszép királykisasszony apjának az egyik szeme sír, a másik meg nevet. Azért nevet az egyik, mert ilyen szép kislánya van, és azért sír a másik, mert a királykisasszony kényes, válogatós és hiú. A feldühödött király egyszer mérgében azt kívánja, hogy vigye el az ördög. Az ezt váratlanul tényleg megteszi, és kibontakozik a mesebonyodalom...

## Alkotók
- Írta: Benedek András
- Rendezte: Kende Márta
- Dramaturg: Békés József
- Zenéjét szerezte: Sebő Ferenc
- Vezető operatőr: Dobay Sándor
- Operatőr: Kátai Balázs, Kereki Sándor, Király Sándor, Sasvári Lajos
- Hangmérnök: Murányi István
- Báb- és díszlettervező: Lévai Sándor
- Fővilágosító: Tréfás Imre
- Díszletépítész: Pugris Sándor
- Technikai rendező: Dékány György
- Munkatársak: Baroch László, Bende Attila, Fleiner Gábor, Palkó József, Sebestyén Sándor, Szabó Zsuzsa
- Műszaki vezető: Bába Pál
- Képvágó: Pádár József
- Rögzítésvezető: Péterhegyi László
- Játékmester: Szöllősy Irén
- Gyártásvezető: Koncsik László

Készítette a Magyar Televízió

## Szereplők
- Király: Simándi József
- Százszorszép: Borszéki Márta
- Jólegény királyfi: Kiss Sándor
- Ördög: Varanyi Lajos
- Pukkancs: Kovács Gyula
- Nyaviga: Pataky Imre
- Mackó: Meixler Ildikó
- Cinke és Pitypang: Koffler Gizi
- Boszorkány: Szöllősy Irén
- Táltos: Kemény Henrik
- Tündér Ilona: Kovács Enikő
- Boróka: Farkas Zsuzsa

További szereplők: Csepeli Péter, Czipott Gábor, Farkas Éva, Kaszás László, Papp Ágnes